# Laimosemion nicoi
Laimosemion nicoi es un pez de agua dulce la familia de los rivulines en el orden de los ciprinodontiformes.

## Morfología
De cuerpo alargado, los machos pueden alcanzar los 3 cm de longitud máxima. Se distingue de otras especies de esta familia en que tiene las aletas pectorales muy largas, alcanzando la base de las aletas pélvicas en ambos sexos, combinado con que las aletas dorsal y anal se extienden más allá de la base de la aleta caudal, similar desarrollo de la mancha de color en ambos sexos, aletas pélvicas largas y reducido número de escamas en la línea lateral.

## Distribución geográfica
Se encuentran en ríos de América del Sur, en la cuenca fluvial del río Orinoco en Venezuela.

## Hábitat
Viven en pequeños cursos de agua de clima tropical, de comportamiento bentopelágico y no migrador. Prefieren los pequeños estanquer en el bosque denso. Desovan en el fondo del estanque, con cuatro meses de incubación.